# Tipula (Microtipula) tancitaro
Tipula (Microtipula) tancitaro is een tweevleugelige uit de familie langpootmuggen (Tipulidae). De soort komt voor in het Neotropisch gebied.